# آشاغی پینارلی (بایبورد)
آشاغی پینارلی {{ترکی|Aşağıpınarlı) (به کردی: Sîsneya Jêrîn) یک منطقهٔ مسکونی در ترکیه است که در بایبورد واقع شده‌است. آشاغی پینارلی ۲۹ نفر جمعیت دارد.